# 우별초
우별초(右別抄)는 최우가 만들어낸 야별초가 분리되면서 좌·우로 분리된 군대 중 하나에 속한다. 야별초를 전신으로 하다가 군대들의 합병으로 인해 삼별초로 들어간다.

## 성립
최우가 야별초를 파탄내려다 실패하여 분리시키니, 그 중 하나가 우별초이다.

## 활동

### 초반
도둑이란 도둑은 한 명도 빠짐없이 잡는 야별초의 정신을 받들어, 오늘날의 경찰 직위를 얻어내고 군권을 흔들었다.

### 중반
그 후, 몽골군이 침입을 하자 최우는 이들을 보냈고 우별초는 좌별초와 합동하여 원나라를 무찌르고 공을 세우기까지 하면서 군인으로서 직위가 상승한다.

### 종반
원나라와의 대첩에 힘을 얻은 원나라의 고려 포로들이 대부분 탈출한다. 최우는 이들과 젊은 장정들을 모두 모아 새로운 군대인 신의군을 형성하는데, 이 신의군과 합병되어 우별초가 무너지고 삼별초가 신설된다.

## 같이 보기
- 좌별초 → 신의군┐
- 우별초 ─────┴→ 삼별초